# Heidelbeer-Kleinspanner
Der Heidelbeer-Kleinspanner (Scopula ternata) ist ein Schmetterling (Nachtfalter) aus der Familie der Spanner (Geometridae).

## Merkmale
Die Falter erreichen eine Flügelspannweite von 24 bis 29 Millimeter (Männchen) und 21 bis 25 Millimeter (Weibchen). In Nordeuropa und in Schottland sind auch die Männchen im Durchschnitt etwas kleiner (22 bis 26 Millimeter). Die Grundfarbe ist blassbraun bis blass gelblich mit grauer Überstäubung. Gewöhnlich sind die Männchen intensiver überstäubt als die Weibchen. Die Querlinien sind nur wenig kontrastreich entwickelt. Die innere Querlinie ist häufig sogar fast ganz erloschen. Mittelbinde und äußere Querlinie sind dagegen meist vorhanden, die äußere Querlinie ist meist am kräftigsten entwickelt. Selten ist auch noch die Wellenlinie schwach ausgeprägt, die Saumlinie kann beim Weibchen durch unterbrochene Streifen angedeutet sein. Diskalflecke fehlen auf Vorder- und Hinterflügel.
Das Ei ist annähernd zylindrisch mit abgeflachten Enden. Die Außenseite ist mit 17 bis 18 Längsrippen besetzt, die sich mit feineren Querrippen kreuzen. Es ist zunächst hellgelb und wird später rot gefleckt.
Die Raupe ist relativ lang und schlank und besitzt eine seitliche Hautfalte. Sie ist rötlich-grau gefärbt und weist eine doppelte, dunkle, aber unterbrochene Rückenlinie auf. Sie ist in den Segmenteinschnitten etwas breiter. Weiter ist eine breite Seitenlinie sehr auffällig. 

## Geographische Verbreitung und Habitat
Der Heidelbeer-Kleinspanner kommt überwiegend in Nordeuropa und Teilen Mitteleuropas vor, mit kleineren Ausläufern und isolierten Vorkommen in Süd- bzw. Südosteuropa. Im Westen ist das Vorkommen auf Ostfrankreich (Französische Alpen, Elsass-Lothringen), Ostbelgien und Schottland begrenzt, mit einem isolierten Vorkommen in den Pyrenäen. Im Norden reicht die Verbreitung bis an den Polarkreis, im Süden bilden die Alpen die Grenze. Weiter im Osten reicht ein Ausläufer bis zu den Südkarpaten. Isolierte Vorkommen gibt es in einigen Gebirgen der Balkanhalbinsel, so im Grenzgebiet von Bosnien-Herzegowina, Serbien, Montenegro und Albanien sowie in Westbulgarien. Im Osten wird die Art über Zentral- und Nordrussland bis an den Ural und von dort nach Sibirien bis an den Jenissei gefunden. Sie ist im Altai und dem Sajangebirge sowie in der Mongolei nachgewiesen. In Nordeuropa kann sie von Meereshöhe bis in etwa 1000 Meter Höhe gefunden werden. In den Alpen steigt sie bis auf 2000 Meter an. In Mitteleuropa fehlt sie meist in den wärmeren Flachlandregionen; sie ist dort gewöhnlich zwischen 600 und 2500 Meter zu finden.
Die Art ist eine typische boreal-montane Art. Das Verbreitungsgebiet deckt sich weitgehend mit dem Vorkommen der Hauptnahrungspflanze der Raupen, der Heidelbeere (Vaccinium myrtillus). Sie ist daher meist beschränkt auf saure Böden auf silikatischem oder sandigem Untergrund. Offene Habitate mit Heidelbeerbeständen, Heiden, am Rande von Torfstichen sowie Lichtungen und Ränder von Waldkiefer-Wäldern (Pinus sylvestris) werden bevorzugt.

## Phänologie und Lebensweise
Die Art ist ausschließlich univoltin, d. h., es wird nur eine Generation gebildet. Die Falter erscheinen in wärmeren Regionen des Verbreitungsgebietes Ende Mai und fliegen bis Ende Juli. In den Bergen und in Nordeuropa fliegen sie erst ab Ende Juni und dann bis Mitte August. Die Falter ruhen vormittags in der Vegetation, wo sie aber leicht aufgescheucht werden können. Sie fliegen dann ab nachmittags auf der Suche nach Blüten und sind dämmerungs- und nachtaktiv. Sie werden von künstlichen Lichtquellen angelockt.
Die Raupen wachsen nur sehr langsam. Sie ernähren sich in erster Linie von Heidelbeere (Vaccinium myrtillus), Rauschbeere (Vaccinium uliginosum), Besenheide (Calluna vulgaris), Schwärzender Platterbse (Lathyrus niger), Kriech-Weide (Salix repens) und Heidekräutern (Erica). In der Zucht wurden Raupen aber auch schon mit Blättern von Tataren-Heckenkirsche (Lonicera tatarica), Sternmieren (Stellaria), Vogelknöterich (Polygonum aviculare), Wald-Erdbeere (Fragaria vesca), Gartensalat (Lactuca sativa) und Gewöhnlichem Löwenzahn (Taraxacum officinale) erfolgreich gefüttert. Die Raupen überwintern und verpuppen sich im Frühjahr in einem losen Kokon auf der Nahrungspflanze.

## Systematik
Die Art wurde 1802 von Franz von Paula Schrank bereits als Scopula ternata erstmals wissenschaftlich beschrieben. Später wurde sie noch unter weiteren neun Namen beschrieben, die alle jüngere Synonyme von Scopula ternata sind.

## Gefährdung
Die Art ist in der Roten Liste von Hamburg, Nordrhein-Westfalen und Rheinland-Pfalz in die Kategorie 2 (stark gefährdet) eingestuft, in Mecklenburg-Vorpommern steht sie in der Kategorie 3 (gefährdet).